# Крылов, Пётр Васильевич
Пётр Васильевич Крылов (1913 — 1998) — советский актёр театра и кино, народный артист РСФСР (1976).

## Биография
Пётр Васильевич Крылов родился в 1913 году. Играл в Московском академическом театре им. Маяковского, в Московском драматическом театре имени Н. В. Гоголя.
Умер в 1998 году в Москве, похоронен на Ваганьковском кладбище, на участке  26.

### Семья
- Жена — актриса театра Тамара Алексеевна Чернышёва (1922—2005), народная артистка России.

## Награды и премии
- Заслуженный артист РСФСР (1954).
- Народный артист РСФСР (6.01.1976).

## Фильмография
1. 1951 — Прощай, Америка! — эпизод (нет в титрах)
2. 1959 — Катя-Катюша — Болтов, начальник
3. 1967 — Они живут рядом — учёный (нет в титрах)
4. 1968 — Служили два товарища — начальник штаба
5. 1972 — Пятьдесят на пятьдесят — помощник Хайнца, сотрудник разведки ГДР
6. 1976 — Жизнь и смерть Фердинанда Люса — доктор Ваггер, немецкий историк-археолог в Гонконге (роль озвучил Константин Тыртов)
7. 1976 — Слово для защиты — Илья Ефимович, адвокат
8. 1977 — Гонки без финиша — Рудштамм
9. 1977 — Пыль под солнцем — красный командир
10. 1978 — Торговка и поэт — немецкий офицер
11. 1979 — Следствие ведут ЗнаТоКи. Подпасок с огурцом — Обнорский, эксперт
12. 1982 — Старым казачьим способом — Пантелей Белокопытин
13. 1985 — Законный брак — Пётр, сосед Игоря
14. 1986 — Верховный суд — Соснин, член Верховного суда
15. 1990 — Сукины дети — эпизод